# Jim Pattison Group
Le Jim Pattison Group est un conglomérat canadien détenu entièrement par son fondateur et PDG, Jim Pattison. C'est la troisième plus importante société privée canadienne et, selon Financial Post, c'est la 62e plus grande société canadienne par le chiffre d'affaires. En 2008, la société emploie plus de 31 000 personnes au Canada, aux États-Unis, au Mexique, en Europe, en Asie et en Australie. En 2008, elle avait des revenus de 6,7 milliards USD. Le conglomérat détient des stations de radio et de télévision, des concessionnaires automobiles, des chaînes de supermarchés, ainsi que des intérêts dans la distribution de magazines, l'emballage alimentaire, la publicité, l'immobilier, la pêche, les produits forestiers (Canfor), les services financiers et le divertissement (Ripley's Believe It or Not!).